# Sri Lanka en los Juegos Olímpicos de Pekín 2008
Sri Lanka estuvo representada en los Juegos Olímpicos de Pekín 2008 por ocho deportistas, cuatro hombres y cuatro mujeres, que compitieron en seis deportes.
La portadora de la bandera en la ceremonia de apertura fue la atleta Susanthika Jayasinghe. El equipo olímpico esrilanqués no obtuvo ninguna medalla en estos Juegos.